# Zemský okres Lichtenfels
Zemský okres Lichtenfels (německy Landkreis Lichtenfels) je okres v německé spolkové zemi Bavorsko, ve vládním obvodě Horní Franky. Sídlem správy okresu je Lichtenfels.

## Města a obce
| Města | Obce                                                                                      |
| --- | ----------------------------------------------------------------------------------------- |
| 1. Bad Staffelstein 2. Burgkunstadt 3. Lichtenfels 4. Weismain Obce s tržním právem (Markt) 1. Ebensfeld 2. Marktgraitz 3. Marktzeuln | 1. Altenkunstadt 2. Hochstadt am Main 3. Michelau in Oberfranken 4. Redwitz an der Rodach |

## Sousední okresy
| Růžice kompasu | Coburg                   |         | Kronach  | Růžice kompasu |
| Růžice kompasu |                          | Sever   | Kulmbach | Růžice kompasu |
| Růžice kompasu | Zemský okres Lichtenfels |         | Kulmbach | Růžice kompasu |
| Růžice kompasu | Jih                      |         | Kulmbach | Růžice kompasu |
| Růžice kompasu |                          | Bamberk | Bayreuth | Růžice kompasu |